# Жан Барт (линеен кораб, 1911)
Жан Барт (на френски: Jean Bart) е френски линеен кораб. Принадлежи към първата серия френски дредноути – типа „Курбе“. Кръстен е в чест на френския моряк Жан Барт – най-известния от дюнкеркските корсари. Корабът е построен малко преди Първата световна война, в рамките на корабостроителната програма за 1910 г. По време на войната действа в Средиземно море. На 16 август 1914 г. взема участие в потопяването на австро-унгарския крайцер „Зента“ (SMS Zenta). През последните месеци на 1914 г. обстрелва крайбрежието, оказвайки поддръжка на армията на Черна Гора. На 21 декември 1914 г. „Жан Барт“ е торпилиран от австро-унгарската субмарина U-12. Независимо от получените сериозни повреди, съумява със свои ход да достигне Малта, където влиза за ремонт, който продължава три и половина месеца. След завършването на ремонта действа в Адриатика, осъществявайки прикритието на леките сили в Отрантския бараж.
След края на войната, заедно с еднотипния дредноут „Франс“, е изпратен в Черно море за участие във френската интервенция в Южна Русия. През 1919 г. в Севастопол екипажът на „Жан Барт“ вдига метеж, изисквайки завръщането си във Франция. През 1920 г. корабът се връща в родните води. В течение на 1920-те години линкорът два пъти частично е модернизиран. През 1930-те не е модернизиран, поради неговото неудовлетворително състояние. „Жан Барт“ е преименуван на „Океан“ (на френски: Océan), през 1936 г. е разоръжен и превърнат в блокшив, след което се използва в Тулон като стационарен учебен кораб. През 1942 г. корабът е пленен от немците, които след това го използват за изпитанията на кумулативни боеприпаси. През 1944 г. корабът е потопен от авиацията на съюзниците, през 1945 г. е изваден и предаден за скрап.

## История на службата
„Жан Барт“ е построен от арсенала в Брест. Кила на бъдещия линеен кораб е заложен на 15 октомври 1910 г. На 22 септември 1911 г. „Жан Барт“ е спуснат на вода. Строителството на кораба е завършено на 19 ноември 1913 г., след което той преминава изпитания. През юли 1914 г. „Жан Барт“ съпровожда еднотипния линкор „Франс“ по време на официална визита в Санкт Петербург. На борда на „Франс“ се намира френска делегация начело с президента на Франция Реймон Поанкаре. Линкорите по спешност се връщат във Франция поради започването на световната война, без да срещнат германски кораби по пътя.
Скоро след началото на войната командващия морските сили на Антантата в Средиземно море решава да нанесе внезапен удар по австро-унгарския флот, блокиращ крайбрежието на Черногория. Англо-френската ескадра, в състава на която влиза „Жан Барт“, на 16 август 1914 г., потопява австро-унгарския крайцер „Зента“. Останалата част от 1914 г. „Жан Барт“ оказва артилерийска поддръжка на черногорските войски, действащи по крайбрежието. На 21 декември близо до остров Сазани линкорът е торпилиран от австро-унгарската подводна лодка U-12. Торпедото поразява корпуса в района на винения погреб, разполагащ се пред носовия артилерийски погреб. Независимо от повредите, „Жан Барт“ на свои ход достига Малта, където влиза за ремонт, продължил три и половина месеца. Успешната атака на австрийците кара съюзниците да предислоцират линейните кораби в Малта и Бизерта.
През 1916 г. Франция окупира остров Корфу, принадлежащ на неутралната Гърция. На 26 април линкорите застават на рейда на Аргостоли (остров Кефалония). На 15 юли „Жан Барт“ посещава остров Корфу. В средата на септември линкорът отива в Сиди-Абдала на френски: Sidi-Abdallah за извършване на малък ремонт, след което се връща в Корфу.
През пролетта на 1917 г. линкорът отново отплава за Сиди-Абдала, посещавайки Месина (18−19 май). От 20 май до 11 юли е за ремонт в арсенала на Сиди-Абдала, след което се връща в Корфу с посещение на Месина (12−13 юли).
От 10 юли до 20 август 1918 г. „Жан Барт“ е за ремонт в Тулон. На 1 септември линкорът пристига в Корфу. На 6 януари 1919 г. напуска Корфу, на 8−9 януари престоява при остров Мудрос, на 10 януари пристига в Константинопол, където се присъединява към 2-ра ескадра линкори. От 11 до 21 февруари се намира в Севастопол, след което се връща в турската столица. От 20 и 22 март стои на рейда на Одеса, откъдето е извикан за помощ на търпящия бедствие „Мирабо“. На 29 април френските кораби отплават от Севастопол с „Мирабо“ на буксир. На 20 май „Жан Барт“ посещава Константинопол, а на 25 май вече е в Тулон и там влиза в състава на 1-ва дивизия на 1-ва ескадра линейни кораби. На 1 юли линкорът е изваден в резерва.
В периода 1920−1922 г. „Жан Барт“ е зает основно с бойната си подготовка в Средиземно море. На 20 юли 1922 г. линкорът пристига в Константинопол за прикритието на евакуацията на френските войски от Турция, властта в която преминава към Мустафа Кемал. До 7 септември корабът действа в Мраморно море, след което отплава за Смирна. На 22 септември отново е в Константинопол, където престоява месец, след което отплава за базата си в Тулон.
През 1923 г. се занимава с бойна подготовка, участва в маневрите на флота. На 12 октомври преминава ремонт в арсенала на Тулон, работите по него, обаче, започват едва на 10 декември. В ремонт е до 29 януари 1925 г. След ремонта отново влиза в състава на 3-та дивизия линейни кораби.
В периода 1925 – 1928 г. линкорът отработва бойната си подготовка. Така например, от 30 май до 4 август 1928 г., в състава на първа ескадра „Жан Барт“ взема участие в маневрите на флота в Атлантика и Ла Манш. На 15 август корабът е изваден в резерва и започва подготовката му за ремонт и модернизация. Работите по кораба са завършени на 28 септември 1931 г. От 1 октомври е флагмански кораб на командира на 2-ра дивизия линкори, контраадмирал Ерве. До 13 февруари 1932 г. модернизираният линкор преминава изпитания. От 8 до 15 август 1933 г. в е на ремонт след сблъсък с разрушителя „Ле Фортю“. След 1 ноември 1934 г. е учебен кораб на школата за рулеви-сигналчици. От 15 август 1935 г. е плаваща казарма. Повече не излиза в морето. През същата година на „Жан Барт“ е преведена школата за корабни електротехници. На 1 октомври 1936 г. на бившия линкор започва работа школата за радиоспециалисти на флота.
През януари 1937 г. корабът е преименуван на „Океан“ . Названието „Жан Барт“ е присвоено на строящ се линкор. Впоследствие бившият линкор се използва като плаваща казарма. На 27 ноември 1942 г. „Осеан“, заедно с други френски кораби, е потопен в Тулон, за да се предотврати пленяването му от немците. По-късно е изваден от немските специалисти, и е използван като кораб-мишена. През 1944 г. е потопен по време на авионападение на съюзниците. През същата година е изваден и до 14 декември 1945 г. е продаден за скрап.

### Модернизации
Малко преди края на войната „Жан Бар“ е въоръжен с три 75-мм зенитни оръдия, представляващи модификация на знаменитото френско 75-мм полево оръдие образец 1897 г.
От 12 октомври 1923 г. до 29 януари 1925 г. „Жан Барт“ преминава основен ремонт и модернизация. Бронирането на горния пояс по носа е намалено до 155 милиметра, което олекотява носовия край и подобрява мореходността − линкорът вече по-добре преодолява вълните. В хода на работите с корпуса също са усъвършенствани казематите на противоминната артилерия. Едно от петте котелни отделения е прехвърлено на нефтено отопление: там са поставени четири котела система Дю Тампл. Предната двойка комини е обединена в един, по-широк и висок. Стоящата зад носовите комини гротмачта е отрязана, а вместо нея в кърмовата част на надстройките на мостика е поставена тринога мачта с командно-далекомерен пост, снабден с далекомер с база 4,57, и стенга. Ъгълът на възвишение на оръдията на главния калибър е увеличен от 12° до 23°, увеличавайки по този начин далечината на огъня до 23,6 км. От линкора са свалени две 75-милиметрови оръдия образец 1897 г. и четирите 47-милиметрови оръдия. Вместо тях са поставени 75-милиметровите зенитни оръдия образец 1918 г. (на френски: Mle 1918), а също двадесет и четири 8-милиметрови картечници. Новите зенитни оръдия са разположени на носа от бордовите кули на главния калибър, по две оръдия на борд.
От 13 август до 4 октомври 1926 г. „Жан Барт“ преминава в Тулон поредната модернизация. Височината на гротмачтата е увеличена с 9 метра за по-добро разполагане на радиоантените. На кораба са поставени ултразвукова хидроакустична апаратура.
В периода от 21 ноември 1927 г. до 16 януари 1928 г. в Тулон, е проведена модернизация на далекомерите.
На 7 август 1929 г. линкорът влиза в Тулон за второто си обширно преоборудване, завършващо на 28 септември 1931 г. В хода на работите е модернизирана енергетичната установка, усилено е зенитното въоръжение, подобрена е системата за управление на огъня.